# Martin Wierig
Martin Wierig (né le 10 juin 1987 à Beckendorf-Neindorf) est un athlète allemand spécialiste du lancer du disque. 

## Carrière
Son meilleur lancer est de 68,33 m, réalisé à Schönebeck le 26 juillet 2012.
Il se classe 8e des championnats du monde 2019 à Doha avec 64,98 m.

## Palmarès
| Date | Compétition                       | Lieu        | Résultat | Marque  |
| ---- | --------------------------------- | ----------- | -------- | ------- |
| 2005 | Championnats d'Europe juniors     | Kaunas      | 3e       | 59,04 m |
| 2006 | Championnats du monde junior      | Pékin       | 3e       | 62,17 m |
| 2007 | Championnats d'Europe espoirs     | Debrecen    | 1er      | 61,10 m |
| 2009 | Championnats d'Europe espoirs     | Kaunas      | 3e       | 59,12 m |
| 2010 | Championnats d'Europe             | Barcelone   | 7e       | 63,32 m |
| 2012 | Championnats d'Europe             | Helsinki    | 15e      | 61,34 m |
| 2012 | Jeux olympiques                   | Londres     | 6e       | 65,85 m |
| 2013 | Championnats du monde             | Moscou      | 4e       | 65,02 m |
| 2014 | Championnats d'Europe             | Zurich      | 11e      | 60,82 m |
| 2015 | Championnats d'Europe par équipes | Tcheboksary | 2e       | 60,23 m |
| 2019 | Championnats d'Europe par équipes | Bydgoszcz   | 2e       | 61,84 m |
| 2019 | Championnats du monde             | Doha        | 8e       | 64,98 m |

## Records
| Épreuve          | Performance | Lieu       | Date            |
| ---------------- | ----------- | ---------- | --------------- |
| Lancer du disque | 68,33 m     | Schönebeck | 26 juillet 2012 |